# Valy Mo
Pour les articles homonymes, voir Mo.
 (novembre 2020).
Valy Mo, né Valentin Morelle, est un producteur de musique électronique et disc jockey français.
Auteur des titres Wear it Well et WTF, il est aussi à l'origine du sous-genre musical émergeant appelé Laser House. 
Reconnu comme un artiste innovant d'Electro house, il est actuellement[Quand ?] #73 dans le classement des artistes les plus téléchargés sur la plateforme Beatport.
Valy Mo est un artiste considéré comme populaire au Japon depuis 2018[source insuffisante].

## Biographie
Valy Mo commence sa carrière en 2013 avec un remix pour le groupe Crystal Castles. Il attire l'attention du producteur de Bass-Music Skrillex, et signe un premier EP sur son label en 2014. Le titre Tokyo Neon tiré de cet EP est utilisé dans le film documentaire Electric: The Film produit par Vice pour la marque Smirnoff. 
Il signe ensuite un titre sur le même label pour la campagne caritative Nestivus en 2015. 
La même année il produit des remixes pour plusieurs artistes internationaux tels que Tchami, DJ Snake, Gryffin et Illenium sur le label Interscope.
En 2016, il produit un single sur le label UKF. La même année sort Hearts for eyes sur Cr2 records. Le titre devient l'hymne publicitaire de la marque de cosmétiques Barry M et est inclus dans plusieurs publicités télévisées au Royaume-Uni[réf. nécessaire].
En 2017 il produit Wear it well et Mars. La même année il signe son EP A Night Shift with Valy Mo sur le label Confession Records de l'artiste français Tchami.
Valy Mo travail en 2018 avec Insomniac Events (en) sur la production du titre Survival pour leur label In:Rotation.
En 2019 il signe Gold à nouveau sur le label In:Rotation et commence à se définir en tant que producteur de Laser House. La même année, il signe Dimension sur Aftr:hrs le label du Hollandais Tiësto et fait ses premiers pas sur la chaine youtube de Spinnin' Records, suivi du titre 2045 la même année, sur le même label pour lequel il sera également acteur dans le court-métrage 2045 réalisé par le collectif Vietnamien Anti Anti Art[réf. nécessaire].
Son style Laser House commence alors à être identifié par les médias de musique EDM.
À leur sortie, les titres Dimension et 2045 se classent respectivement #93 et #88 du classements musical japonais. 
En 2020, Valy Mo officialise le style Laser House, avec son titre éponyme sur le label Musical Freedom fondé par Tiësto. Le titre se classe #17 au classement japonais. Le titre atteint le rang #13 du classement mondial Beatport.
La même année il signe WTF sur le même label, qui restera #2 du classement Beatport Top10 pour 6 semaines consécutives.

## Classement
| Année | Titre       | Position du classement JPN | Album                                         | Entrée           | Semaines dans le classement |
| ----- | ----------- | -------------------------- | --------------------------------------------- | ---------------- | --------------------------- |
| 2018  | Dimension   | #93                        | 2045 EP [Aftr:hrs/Spinnin Records]            | 17 décembre 2018 | 1                           |
| 2019  | 2045        | #88                        | 2045 EP [Aftr:hrs/Spinnin Records]            | 17 janvier 2019  | 1                           |
| 2020  | Laser House | #17                        | Laser House [Musical Freedom/Spinnin Records] | 28 janvier 2020  | 2                           |

## Sur scène
Valy Mo commence à se produire dans plusieurs clubs français en 2015, notamment le Paris Social Club. Pendant ses tournées en France, il est programmé aux festivals Garorock ainsi qu'à la Foire aux vins d'Alsace. 
En 2015 Valy Mo est sélectionné parmi 50 artistes pour rejoindre le Summer Sonic 2015 à Tokyo. Cet échange est organisé par les Eurockéennes de Belfort et Summer Sonic.
En 2019 il rejoint l'artiste français Malaa pour assurer la première partie de sa tournée française. La même année, il est programmé au festival indien de musiques électroniques Sunburn à Goa. Il continue ses performances à Singapour pour It's the Ship puis Ravolution Music Festival à Hô Chi Minh-Ville.
En 2020 Valy Mo prépare une première tournée au Japon avec le groupe Yellow Claw, finalement reportée à une date indéfinie.

## Discographie
- 2014 : Tokyo Bright EP [Nest HQ /OWSLA]
- 2015 : Baguette Vibe avec Dustycloud [OWSLA]
- 2016 : Brain Rock [UKF]
- 2017 : Wear it well [Pinnacle Collective]
- 2017 : Mars [Pinnacle Collective]
- 2017 : A Night Shift with Valy Mo [Confession Records]
- 2018 : Survival avec Rave'n'Crave [In:Rotation / Insomniac]
- 2019 : Gold [In:Rotation / Insomniac]
- 2019 : Dimension [After:hrs / Spinnin Records]
- 2019 : 2045 [After:hrs / Spinnin Records]
- 2020 : Laser House [Musical Freedom / Spinnin Records]
- 2020 : WTF avec Ravetek [Musical Freedom / Spinnin Records]